# Teignmouth
Teignmouth (pronunțat /ˈtɪnməθ/) este un oraș în comitatul Devon, regiunea South West England, Anglia. Orașul se află în districtul Teignbridge.
1. ↑   http://fallingrain.com/world/UK/D4/Teignmouth.html Lipsește sau este vid: |title= (ajutor)